# Morgane Edvige
Morgane Edvige, née le 24 avril 1996 en Martinique, est une mannequin française couronnée Miss Martinique 2015, puis première dauphine de Miss France 2016. Elle représente la France lors de l'élection de Miss Monde 2016 le 18 décembre 2016 à Washington, où elle se classe dans le top 20 (classée 13e).

## Biographie

### Jeunesse
Morgane Edvige est originaire de la ville du François en Martinique. Elle pratique l'athlétisme et plus particulièrement le saut en hauteur.
De 2010 à 2014, elle est championne de Martinique de saut en hauteur. En 2013 elle est championne de France UNSS (Union nationale du sport scolaire) et en 2014 elle est médaillée de bronze lors des CARIFTA Games 2014 à Fort-de-France.

### Élections
Le 25 septembre 2015, elle est sacrée Miss Martinique 2015 au Grand Carbet du Parc Aimé Césaire de Fort-de-France,.
Le 19 décembre 2015, elle est sacrée 1re dauphine de Miss France 2016 Iris Mittenaere, avec 20 % des votes. C'est le meilleur classement d'une Miss Martinique depuis Véronique Caloc, Miss Martinique 1997 sacrée également 1re dauphine de Miss France en 1998.
Le 18 décembre 2016, elle représente la France au concours Miss Monde 2016 où elle se classe dans le top 20. Elle devient ainsi la troisième martiniquaise à arriver finaliste à ce concours après Ingrid Littré en 2009 et Véronique Caloc en 1998.

## Polémique
Après avoir parcouru quelques kilomètres à vélo pendant le Tour de France, Miss France 2016 se blesse gravement à la clavicule l'obligeant à subir une opération chirurgicale. Sa période de repos a dû se dérouler pendant la tournée d'été du show Miss France de 2016 ce qui oblige la société Miss France à remplacer la titulaire du titre pendant cette période. Au grand étonnement des internautes, ce n'est pas la première dauphine, Morgane Edvige qui est choisie pour remplacer la Miss mais Marine Lorphelin qui a été Miss Saône-et-Loire 2012, Miss Bourgogne 2012, Miss France 2013, première dauphine de  Miss Monde 2013 et Miss World Europe 2013,.

## Parcours
- Miss Martinique 2015, élue le 25 septembre 2015 à Fort-de-France.
- 1re dauphine de Miss France 2016, élue le 19 décembre 2015 à Lille.
- Miss World France 2016, désignée le 3 octobre 2016.
- Top 20 à Miss Monde 2016, le 18 novembre 2016 à Washington (district de Columbia).